# Columnea polyantha
Columnea polyantha är en tvåhjärtbladig växtart som först beskrevs av Wiehler, och fick sitt nu gällande namn av L.E. Skog. Columnea polyantha ingår i släktet Columnea och familjen Gesneriaceae. Inga underarter finns listade i Catalogue of Life.